# Ковалёва, Полина Дмитриевна
Полина Дмитриевна Ковалёва (род. 20 августа 2006, Видное, Московская область) — российская волейболистка, нападающая-доигровщица.

## Биография
Родилась в Видном в семье Дмитрия Ковалёва — бронзового призёра чемпионата мира 1999 года по академической гребле, участника Олимпиады-2000. Волейболом начала заниматься в московской СШОР № 73 «Виктория». 1-й тренер — Ю. А. Салцевич . В 2020—2021 играла за «Динамо-ЦРВ» (фарм-команда ЖВК «Динамо» Москва) в Молодёжной лиге чемпионата России.
В 2021 приглашена в Казань, где на протяжении сезона выступала за «Динамо-Ак Барс»-УОР, с которой выиграла «золото» чемпионата и Кубка Молодёжной лиги. С 2022 играла за основной состав ВК «Динамо-Ак Барс», став в том же году обладателем Суперкубка России, а также серебряным призёром Всероссийской спартакиады в составе сборной Республики Татарстан. В 2023—2025 выступала за «Тулицу», а в 2025 вернулась в Казань.
В 2021 выступала за младшую юниорскую сборную России, выиграв с ней золотые награды чемпионата Европы и чемпионата Восточно-европейской волейбольной зональной ассоциации (EEVZA).

### Клубная карьера
- 2020—2021 —  «Динамо»-ЦРВ (Москва) — молодёжная лига;
- 2021—2022 —  «Динамо-Ак Барс»-УОР (Казань) — молодёжная лига;
- 2022—2023 —  «Динамо-Ак Барс» (Казань) — суперлига;
- 2023—2025 —  «Тулица» (Тула) — суперлига;
- с 2025 —  «Динамо-Ак Барс» (Казань) — суперлига.

## Достижения

### Клубные
- обладатель Суперкубка России 2022.
- победитель (2022) и серебряный призёр (2023) Молодёжной лиги чемпионата России.
- победитель розыгрыша Кубка Молодёжной лиги 2022.

### Со сборными
- чемпионка Европы среди младших девушек 2021.
- чемпионка Восточно-европейской волейбольной зональной ассоциации (EEVZA) среди младших девушек 2021.
- серебряный призёр Всероссийской спартакиады 2022 в составе сборной Татарстана.

### Индивидуальные
- 2021: лучшая нападающая-доигровщица (одна из двух) чемпионата Европы среди младших девушек.
- 2021: MVP чемпионата EEVZA среди младших девушек.